# Liancalus vaillanti
Liancalus vaillanti är en tvåvingeart som beskrevs av Dyte 1967. Liancalus vaillanti ingår i släktet Liancalus och familjen styltflugor.
Artens utbredningsområde är Uganda. Inga underarter finns listade i Catalogue of Life.